# Piña Victoria
La piña Victoria es una variedad de piña de las islas Mascareñas, es decir, de la República de Mauricio y la vecina isla de La Reunión (Francia), en el suroeste del Océano Índico.
Fue apreciado por la reina Victoria, que le valió su nombre.

## Origen
La piña llegaría a La Reunión desde América en 1668, posiblemente desde el Caribe francés o desde Sudamérica. El término francés para la piña, ananas, proviene del guaraní nana, «perfume».

## Cultivo

### Gestión de plagas
La piña Victoria tiene la suerte de encontrarse aislada de ciertas plagas y enfermedades que suelen afectar a la planta de la piña. Nemátodos y sínfilos no suponen un problema serio en Reunión, y aunque sí se han observado Phytophthora y Coccoidea, éstos son fácilmente evitables. 

### Riego
La piña Victoria requiere de al menos 80 mm anuales de riego. La lluvia podría no ser suficiente en ciertas áreas de las islas (o durante la estación seca), por lo que convendría riego.

### Suelo
La clorosis férrica, es decir, la falta de hierro en las plantas, es común en Reunión. Esta deficiencia de hierro es inducida por el exceso de manganeso en el suelo. Esta enfermedad afecta al metabolismo vegetal, y caracteriza por el amarillamiento de las hojas y la presencia de cercas verdes. El ancho de las hojas sigue siendo normal, aunque el rendimiento se reduce. Los frutos tienen un color rojizo con coronas amarillas.

### Cosecha
La maduración de la piña Victoria estará completa entre un año y año y medio después de la plantación, teniendo lugar la floración entre el 10.º décimo y 15.º décimo quinto mes.
Durante algún tiempo, algunos agricultores han estado utilizado el enverdecimiento con Ethrel, que es regulador de crecimiento. Se suele aplicar en forma de aspersión, y una vez absorbido por la planta se descompone y lleva etileno dentro de los tejidos. El etileno acelera la maduración, mejora la coloración y aumenta los rendimientos notablemente.